# Parc de la Grande Corniche
Le parc de la Grande Corniche est l'un des 19 parcs parcs naturels départementaux des Alpes-Maritimes. Ce parc s'étend sur 712 hectares sur les communes de La Turbie, La Trinité, Èze et Villefranche-sur-Mer.  

## Présentation
Horaires d'ouverture du parc :
- Du 1er avril au 31 octobre : de 7h30 à 20h00
- Du 1er novembre au 31 mars : de 8h00 à 18h00